# Silver-Syndrom
Das Silver-Syndrom ist eine sehr seltene angeborene Form der Spastischen Paraplegie (SPG17) mit zusätzlicher Muskelatrophie in Hand und Fuß.
Synonyme sind: SPG17; Spastische Paraplegie – Amyotrophie der Hände und Füße; englisch Silver spastic paraplegia syndrome
Die Erstbeschreibung stammt aus dem Jahre 1966 durch den britischen Arzt J. R. Silver in zwei britischen Familien.

## Verbreitung
Die Häufigkeit wird mit unter 1 zu 1.000.000 angegeben, die Vererbung erfolgt autosomal-dominant.

## Ursache
Der Erkrankung liegen Mutationen im BSCL2-Gen auf Chromosom 11 Genort q12.3 zugrunde.
Mutationen in diesem Gen finden sich auch bei:
- Lipodystrophie Typ Berardinelli Typ 2
- Celia’s Encephalopathy (BSCL2-Gene-Related)[4]
- Distale Hereditäre Motorische Neuropathie Typ 5[5][6]

## Klinische Erscheinungen
Klinische Kriterien sind:
- variables Manifestationsalter
- komplexe hereditäre spastische Paraplegie mit distaler Muskelatrophie der Arme, weniger ausgeprägt der Beine
- fortschreitende spastische Paraplegie und Muskelatrophie
- Hyperreflexie, erhöhter Muskeltonus
- Hohlfuß
- typische Kombination mit Muskelatrophie der Handmuskeln, mild bis ausgeprägt, symmetrisch oder einseitig
- eventuell Kongenitale Radiuskopfluxation

## Diagnose
Die Diagnose ergibt sich aus der Kombination klinischer Befunde und kann durch den Mutationsnachweis gesichert werden.